# テッブス・ロイド＝ジョンソン
テレンス・「テッブス」・ロイド＝ジョンソン（Terence "Tebbs" Lloyd-Johnson、1900年4月7日 - 1984年12月26日）は、イギリスの陸上競技選手である。1920年代から1940年代にかけて活躍した競歩選手であり、1948年ロンドンオリンピックの男子50km競歩銅メダリストとして知られる。レスターシャー州メルトン・モーブレイ出身である。

## 生涯
テッブス・ロイド＝ジョンソンは、1900年4月7日にレスターシャー州メルトン・モーブレイで生まれた。彼は長年にわたり競歩選手としてトップレベルで活躍した。1936年ベルリンオリンピックにも出場しているが、50km競歩で17位という結果に終わっている。
第二次世界大戦後の1948年、地元ロンドンで開催されたオリンピックに出場した。この時、彼は48歳と115日であり、陸上競技におけるオリンピックメダリストとしては史上最年長記録を樹立した。この大会の男子50km競歩において、彼は銅メダルを獲得した。
ロイド＝ジョンソンは、英国国内の主要な競歩大会でも数々の実績を残している。1923年にはRWA（Race Walking Association）20マイル競歩で3位に入賞し、その後1927年、1931年、1934年には同種目で優勝を果たした。また、50km競歩では1931年、1934年、1949年に優勝している。
1984年12月26日、ウォリックシャー州コヴェントリーで死去した。

## 主な競技成績
- 1948年ロンドンオリンピック：男子50km競歩 銅メダル
- 1927年RWA 20マイル競歩：優勝
- 1931年RWA 20マイル競歩：優勝
- 1934年RWA 20マイル競歩：優勝
- 1931年RWA 50km競歩：優勝
- 1934年RWA 50km競歩：優勝
- 1949年RWA 50km競歩：優勝